# 下锡毛
下锡毛是德国巴伐利亚州的一个市镇。总面积20.49平方公里，总人口4047人，其中男性2021人，女性2026人（2011年12月31日），人口密度198人/平方公里。